# گل‌کوب پشت‌زیتونی
گل‌کوب پشت‌زیتونی (نام علمی: Prionochilus olivaceus) نام یک گونه از سرده گل‌کوب‌های ده‌پر است.